# Giorni d'estate (film)
Giorni d'estate (Summerland) è un film del 2020 diretto da Jessica Swale.
La pellicola d'esordio come regista della sceneggiatrice Swale, contempera eventi di formazione nell'Inghilterra oppressa della seconda guerra mondiale con una storia d'amore lesbico piena di sentimento.

## Trama
Nel 1940 Alice Lamb, studiosa che vive isolata in una casa in riva al mare nel Kent, è bersagliata dai bambini del paese vicino che le danno della strega.
Alla solitaria e burbera scrittrice viene affidata la cura di un ragazzino, Frank, evacuato da Londra. Alice non può evitare di collaborare ma essendo presa dal suo lavoro di ricerca sulla mitologia e sul folklore, e dovendo consegnare dei lavori, richiede di essere esentata e si impegna solo per una settimana.
La presenza di Frank la costringe comunque a prendersi cura di una persona, e questo le fa ricordare la sua relazione con Vera, una compagna di studi all'università che voleva diventare una scrittrice e di cui si era innamorata. Vera aveva spezzato il cuore di Alice quando aveva deciso di anteporre alla loro relazione il suo forte desiderio di diventare madre.
Frank si interessa agli studi di Alice che lo intrattiene con racconti mitologici tra i quali risalta il mito della "terra dell'estate", luogo dell'aldilà pagana che talvolta può apparire in certi disegni creati dalle nuvole. Alla fine della settimana insieme, quando Alice apprende che la famiglia che accoglierà Frank costringerà il ragazzo a cambiare scuola, accetta di tenerlo ancora con sé, rendendolo felice.
Il giorno prima del compleanno di Frank, Alice viene informata che il padre del ragazzino, pilota della RAF, è stato ucciso in battaglia. Alice decide di non dirlo subito a Frank. Mentre prepara una stanza della casa in cui possa stare più stabilmente, trova le fotografie di Frank e dei suoi genitori nel suo album ed è scioccata nello scoprire che sua madre è Vera. Questo mentre Frank scopre da una compagna di scuola che suo padre è morto. Ferito e arrabbiato perché Alice non glielo aveva detto, Frank scappa per raggiungere sua madre a Londra. Alice lo insegue giungendo proprio quando il ragazzino ha appena scoperto che la propria casa è stata distrutta da un bombardamento. Alice e Frank trascorrono poi la notte in un rifugio antiaereo per poi tornare nel Kent la mattina seguente senza essere riusciti ad avere notizie di Vera.
Di ritorno nel Kent, Frank si ribella a Alice rimproverandola di non averle detto della morte di suo padre. Alice prova a scusarsi mentre Frank ritiene di aver visto la terra d'estate perché suo padre stava cercando di comunicare con lui. Agitatosi, scivola e cade in acqua dove Alice si tuffa riuscendo a salvarlo.
La mattina dopo, a colazione, Alice rivela a Frank come perse suo padre anni prima, quindi gli mostra la stanza che ha preparato per lui.
Alcuni giorni dopo, tornando a casa, con sorpresa trovano Vera ad aspettarli. Vera confessa a Alice di aver organizzato l'invio del figlio in maniera che potesse essere affidato a lei, perché sapeva che si sarebbe presa cura di lui.
Tornati al presente del 1975, Alice sta completando il manoscritto che racconta proprio i fatti di quell'estate. Le due, che ora vivono insieme, passeggiano su una spiaggia, accompagnati da Frank, adulto, che è accorso a visitarle. Frank scopre che il manoscritto di Alice è dedicato a lui.